# Kaapstad
Kaapstad (engleski: Cape Town; xhosa: iKapa) treći je najveći grad u Južnoafričkoj Republici, dio metropolitanskog područja Grada Cape Towna. Glavni je grad provincije Western Cape i zakonodavni glavni grad države (sjedište južnoafričkog parlamenta).

## Povijest
Prostor oko Kaapstada je bio naseljen još u kameno doba. Dugo vremena su na tom prostoru živjela lovačko-sakupljačka plemena. Prvi Europljanin koji je stigao do današnjeg Rta dobre nade je bio portugalski pomorac Bartolomeu Dias 1486. godine. 1503. je stigao pomorac Antonio da Saldanha koji je opisao gorje Table.
1652. su na taj prostor stigli Nizozemci čija Istočnoindijska kompanija pod vodstvom Jana van Riebeecka želi uspostaviti trgovačku postaju na jugu Afrike za plovidbu iz Europe u Aziju oko Afrike. Oni su osnovali prvo naselje. 1666. su počeli graditi tvrđavu Dobre nade kao prvu europsku utvrdu na jugu Afrike. Simon van der Stel je krajem 17. st. organizirao proizvodnju vina jer je uočio da je kraj pogodan za vinogradarstvo. U grad su se naselili francuski protestanti koji su pobjegli iz Francuske i oni su preuzeli proizvodnju vina.
1795. su taj prostor zauzeli Britanci koji su protjerali Nizozemce. Oni su stvorili Koloniju Cape koja je bila druga britanska kolonija u Africi. Nizozemski naseljenici su se od 1836. počeli iseljavati prema unutrašnjosti Južne Afrike. 1834. su oslobođeni crni robovi. 1840. je Cape Town dobio status grada. Otprilike polovicu stanovništva su činili bijelci. Krajem 19. st. su u okolnom prostoru pronađena velika nalazišta zlata i dijamanata, te je to dovelo do brzog porasta grada koji je postao glavna trgovačka luka za njihovu trgovinu.
1910. je stvorena samostalna Južnoafrička Republika i Kaapstad je postao jedan od 3 njezina glavna grada (u njemu ima sjedište južnoafrički parlament). U drugoj polovici 20. st. dolazi do politike rasne segregacije zbog koje crnci gube većinu građanskih prava. Na otoku Robben u blizini grada bio je zatočen crnački vođa Nelson Mandela. Ta politika je obustavljena 1990. i od tada crnci ponovo imaju jednaka građanska prava, a Nelson Mandela je izabran za predsjednika i prvi govor je održao u Kaapstadu.

## Zemljopis
Kaapstad je smješten na brdovitom poluotoku krajnjem jugozapadnom rtu Afrike u neposrednoj blizini Rta dobre nade prema kojem je grad dobio ime. Grad okružuje planina Table. Planina Table je strmih padina, a ravne vršne površinu, te zbog toga ima naziv "Stol" (eng. table). Najpoznatiji vrhovi na planini su Signal Hill, Devil's Peak i Lion's Rump.
Klima je sredozemna. Zime su vlažne zbog čestih fronti koje dolaze s Atlantika, a ljeti je česta suša.

## Znamenitosti
Kaapstad je drugi najposjećeniji grad Afrike, nakon Kaira. Velika većina turista posjećuje obližnji Rt dobre nade. Turiste zanima planina Table koja se nadvija nad gradom i koja je zaštićena kao nacionalni park i na njoj se mogu naći mnoge afričke životinje. Privlačne su gradske plaže, ali je more hladno zbog hladne morske struje.
Značajna je stara luka Victoria & Alfred Waterfront. Turiste privlači zatvor Nelsona Mandele na otoku Robbenu. Zanimljiv je akvarij Two Oceans Aquarium. Zanimljive su zgrade u povijesnom centru građene u autohtonom nizozemskom arhitekturalnom stilu nazvanom (eng. Cape Dutch). Kaapstadski međunarodni konvencijski centar (eng. Cape Town International Convention Centre) značajni je konferencijski centar.

## Vanjske poveznice
- Službena stranica
- Cape Gateway, official website of Western Cape Province
- Cape Town travel guide